# Hugues de Noyers
Pour les articles homonymes, voir Hugues.
Hugues de Noyers († 1206 à Rome) est le 56e, évêque d'Auxerre de 1183 à sa mort, sous les règnes de Louis VII « le Jeune » (roi des Francs de 1137 à 1180) et Philippe II « Auguste » (roi des Francs de 1180 à 1223).

## Le personnage
Hugues est le fils de Miles IV de Noyers († 1181/1184) seigneur de Noyers, et d'Odeline dame de la Geffe, fille de Clarembaud III, seigneur de Chappes, dans le diocèse de Troyes. Guy de Noyers, archevêque de Sens de 1176 à 1193, est son oncle paternel.
Précédant son élection comme évêque d'Auxerre en 1183, il est trésorier des chanoines d'Auxerre.
Il est décrit comme étant de taille moyenne, beau, sage et adroit, de très bon conseil dans les affaires ; il sait convaincre, est éloquent, disert et éclectique. Il compose et met en musique des cantiques, qu'il est cependant trop impatient de publier pour prendre le temps de les peaufiner (ce qui laisse apparaître des erreurs). Il aime s'entourer de gentilshommes et parler avec eux de l'art de la guerre, au sujet duquel il lit des traités pour son instruction. Il n'est pas hautain dans la vie courante, mais se drape de dignité lors des occasions publiques où il se donne de grandes suites et occasionne ainsi de fortes dépenses. Opiniâtre de sentiments, il peut se montrer vindicatif à l'extrême en exerçant son pouvoir sur un adversaire vaincu ; il s'est attiré plusieurs inimitiés.

## Succession de Guillaume de Toucy
La succession de Guillaume de Toucy (év. de 1167 à 1181) à l'épiscopat d'Auxerre a été compliquée. Le moine Robert, de Saint-Marien, en a laissé un compte-rendu. 
Garmond, abbé de Pontigny depuis peu, a pour frères Gilles Clément et Robert Clément, successivement ministres de haut rang sous Louis VII ; lui-même a été l'un des deux conseillers de Henri de Château-Marçay, évêque d'Albane, lorsque ce dernier a été légat apostolique à Poitiers avant avril 1182. L'élection de Garmond à l'évêché a été contestée par certains notables d'Auxerre. Conséquemment, Garmond et ses opposants s'en vont à Rome demander l'arbitrage du pape. Mais Rome est alors infestée d'une maladie contagieuse et Garmond y meurt le 15 novembre 1182, ainsi que d'autres de ses compagnons de route et opposants. La nouvelle remontant à Auxerre, les chanoines se tournent vers leur trésorier. Hugues de Noyers est élu en janvier 1183, sacré évêque le 13 mars et installé sur sa chaire peu après.

## Épiscopat

### «Le marteau des hérétiques»
Un trait marquant de son épiscopat est sa fermeté contre les hérésies. Il se fait remarquer dans ce sens lorsqu'il se dresse contre un groupe d'Albigeois (cathares) installés à La Charité-sur-Loire, si bien qu'il est surnommé le marteau des hérétiques. Pour achever d'extirper l'hérésie de la ville il y fait venir l'évêque de Sens Pierre de Corbeil, l'évêque de Nevers et celui de Meaux ; ces personnages ayant découvert que le doyen de Nevers était un cathare, l'évêque de Sens le convoque à Auxerre ; mais le doyen n'y est pas trouvé coupable.
Il a également l'occasion de lutter contre les « caputiés ». Il commence au village de Gy à environ 6 km d'Auxerre, où il vient avec une troupe de soldats, fait arrêter tous les caputiés, les condamne à une amende, fait couper leurs capuchons blancs (signe distinctif des caputiés) et leur interdit de porter un couvre-chef pendant un an. Son oncle Guy de Noyers, archevêque de Sens, passe par ce village et, prenant pitié de ces gens exposés aux intempéries, intercède avec succès en leur faveur auprès de Hugues.

### Protection des privilèges ecclésiastiques
Il se montre aussi très susceptible quant à l'immunité ecclésiastique, devenant parfois vindicatif à l'excès. Évraud de Châteauneuf, vicomte d'Auxerre, fait poursuivre jusque dans les murs de Notre-Dame-La-D'Hors un homme qui l'avait offensé ; les poursuivants le tuent sur place. Évraud de Châteauneuf en est disgracié à la cour de Pierre de Courtenay (vers 1165 - † 1219), comte d'Auxerre (1185 – 1219), et se retire à celle d'Hervé comte de Nevers. Pendant qu'il est en service auprès de Hervé, Hugues profite d'un concile assemblé à Paris par Octavien pour le faire condamner à brûler en 1201.
Pierre de Courçon, vicomte d'Auxerre prédécesseur d'Évraud de Châteauneuf, a la réputation d'être responsable de l'irrespect du comte Pierre envers les gens et biens d'église. Lorsque le comte choisit un autre vicomte pour Auxerre, Hugues profite de la disgrâce de l'ex-vicomte pour le faire saisir et promener de par la ville dans une charrette sous les huées des habitants. Cette humiliation ne suffit pas à Hugues. lorsque Pierre de Courçon achète la terre et les autres biens de Coulanges-sur-Yonne que les moines de La Charité-sur-Loire y possèdent, Hugues prétend avoir la préséance pour cet achat et, lui offrant de le rembourser, l'aurait ruiné si Pierre de Courçon n'avait été si bien en cour auprès du roi. Hugues obtient malgré tout du vicomte le paiement de dîmes, d'oblations et autres extorsions, dont une maison appelée depuis la « maison épiscopale ».
En 1184 Hugues est nommé dans un acte de l'abbaye de Pontigny par lequel il oblige Guillaume de Ligny de cesser d'en molester les religieux.
Il fait abolir l'usage qui voulait que partout où se trouvait une maison épiscopale, l'évêque d'Auxerre soit tenu de recevoir à grands frais le roi ou ses envoyés selon la dignité voulue.

Le château de Gien, appartenant à Hervé de Donzy, passe au roi selon un traité d'après lequel Donzy épouserait la fille de Pierre de Courtenay comte d'Auxerre. Hugues argumente qu'Hervé de Donzy est son vassal et demande au roi un dédommagement au nom de l'évêché pour la perte du château. Il obtient des lettres patentes affirmant que ce devoir d'hébergement n'était auparavant dû qu'à Auxerre et à Varzy, et applicable seulement une fois par an. La seigneurie de Gien continue d'être tenue à offrir à la cathédrale d'Auxerre un cierge de cent livres le 2 juin, jour de la Saint-Étienne sous peine d'amende de cinq sols parisis par jour de retard.

### Liturgie et droit canon
En 1186 il érige les fêtes de saint Pèlerin et de saint Thomas en fêtes solennelles, des changements de statut (et de liturgie) financés par des revenus sur l'église de Mézilles.
Il fonde des obits pour deux archidiacres d'Auxerre : l'obit de Déimbert de Pierre-Pertuis, dont il est dit qu'il est son cousin, pour 30 sols pris sur les églises de Sementron et de Lain et il annule le droit de parate pour les églises d'Oisy et de Lindry ; et l'obit de Gui, aussi son parent, pour 40 sols pris sur l'église de Vermenton.
Lorsqu'est faite la levée des reliques de saint Renobert, évêque de Bayeux, il se réserve les phalanges des mains et des pieds pour la dédicace de l'église Saint-Renobert à Auxerre à l'emplacement de la synagogue des juifs que le comte Pierre a expulsés de la ville. Dans cette église il fonde deux autels.

### Amélioration des édifices religieux et autres propriétés de l'évêché
Il offre à l'église cathédrale Saint-Étienne deux parements de soie, ornements appelés la Mirandole. Il lui est attribué l'agrandissement des fenêtres du frontispice de Saint-Étienne pour en rendre l'intérieur plus clair, et la réfection à neuf du pavé de l'église et son élévation en faisant amener de la terre.
Il donne au chapitre des dîmes en grain et en vin qu'il possède à Oisy, et cent sols de rente sur l'église de Saint-Bry (Saint-Bris-le-Vineux).
Il augmente le nombre des chanoines de la collégiale Notre-Dame, ainsi que les revenus et l'édifice de leur église.
Après le chapitre de la cathédrale, celui de Varzy reçoit le plus d'attentions de sa part. Varzy voit ses anciens murs réparés et des tours construites sur des fossés. Hugues y fait construire près de l'église collégiale Sainte-Eugénie le château de Varzy, renforcé des mêmes tours, murailles et fossés qu'il fait remplir avec l'eau de la source jaillissant sous l'église afin de ne pas déranger les moulins qu'il a aussi fait construire. Il lègue aux chanoines de Varzy sa bibliothèque, ses ornements pontificaux et plusieurs autres biens.
Il fait de grands travaux au château de Regennes, propriété des évêques d'Auxerre à Appoigny : il le fait rehausser et vise à améliorer la défense du lieu en creusant des fossés sur le côté Est, auxquels il adjoint des murs et quelques fortifications. Il souhaite faire de la propriété une île à part entière en détournant un bras de rivière, mais Thibaud comte de Champagne s'oppose formellement à l'aboutissement de ce dernier projet et fait même détruire une partie d'ouvrage déjà réalisée dans ce sens. 
Le château de Beauretour à Charbuis bénéficie lui aussi d'importants investissements qui le rendent "digne d'un prince". Il y fait construire de splendides bâtiments. L'endroit étant bâti dans un pays de bois et de marécages, il fait creuser trois étangs en succession pour assécher les terres, fait créer des jardins, arracher des bois, en replanter d'autres, former un grand parc avec garennes et de grands jardins. Il profite de ce que de grandes quantités de terres sont remuées alentour pour élaborer des défenses en ajoutant ponts et portails.
Les maisons de Cosne et de Toucy sont grandement embellies.
En 1202 il multiplie par quatre le revenu des terres de l'évêché en supprimant plusieurs obligations levées sur les paysans (le droit de mainmorte, la taille de mars - qui représentait 5 sols par foyer -, droits de fourche et de râteau...) et instaurant à la place une nouvelle levée : pour chaque dizaine de gerbes de grains il en reçoit une.

### Fondations
Il a peut-être fondé les chanoines de la Trinité (fondation de quatre chanoines), dont les biens ont été plus tard réunis au chapitre, autour de la chapelle de la Trinité dans la cathédrale ; il leur attribue des revenus sur l'évêché et leur donne ceux de l'autel Saint-Barthélemy avec ses dépendances. Il leur cède un moulin sur le ruisseau de Verre en échange de terres sur Augy qu'il veut donner aux moines de Fontenet (Fontenay).
Dans l'église Saint-Renobert nouvellement construite à Auxerre, il élève un autel Saint-Nicolas et un autel Saint-Antoine.
Il est le premier fondateur du chapitre de Toucy, à qui il donne l'église Notre-Dame (démolie en 1793) et l'église Saint-Pierre, exemptes de charges sauf du droit de parate,.
Il fonde l'hôpital d'Appoigny - et non pas Guillaume de Seignelay comme il est parfois dit : une lettre de Gui, administrateur de l'hôpital de Mont-Jou, à Guillaume de Seignelay lui-même est explicite sur ce point.
En 1196 il autorise les religieux de Saint-Marien à augmenter la part du curé de Bazernes sur les dîmes de la grange du Boucher.

## Problèmes rencontrés
Son épiscopat se déroule alors qu'en France l'étude du droit canon s'approfondit, qui forme les esprits à l'argumentation. Hugues rencontre des difficultés sur les juridictions, comme celle qui débute en 1187 pour le maître de l'Hôtel-Dieu d'Auxerre.
Doyen Guillaume de Seignelay (juridiction, Régennes)
Guillaume de Seignelay, alors doyen (et futur successeur de Hugues de Noyers au siège d'Auxerre), lui pose aussi des problèmes en établissant sa juridiction sur les paroisses et résistant ainsi à l'évêque. Guillaume s'oppose aussi à une coupe d'arbres que Hugues fait faire dans la forêt de la Biche pour des travaux à Régennes ; à ce sujet, la cour métropolitaine de Sens donne raison à Guillaume et Hugues doit rendre les arbres au chapitre, les ramenant à ses frais devant la porte de la cathédrale.
Abbaye Saint-Germain
L'abbaye Saint-Germain le fait rabrouer par le pape à cause de ses suites trop importantes lors de ses sorties. Les 80 chevaux qui l'accompagnent pour ses visites des églises sont des déploiements coûteux, dont son archidiacre suit l'exemple en se faisant accompagner d'une douzaine de chevaux. Humbaud, l'abbé de Saint-Germain, se plaint à Urbain III (pape 1185 - 1187) des dépenses élevées occasionnées par l'hébergement de ces déploiements. Urbain III statue en 1186 depuis Vérone, ordonnant de suivre les consignes du concile de Latran,. 

Radulphe, qui succède à Humbaud, le répète à Hugues encore plus fermement. En 1193 il obtient de Célestin III (pape 1191 - 1198) que leur juge ordinaire soit l'évêque de Sens. 

Raoul, l'abbé suivant, provoque Hugues à deux titres. Sur simple consentement du pape il essaie de convertir les redevances des vassaux de l'abbaye en d'autres droits, moyennant une somme payable en une fois ; à quoi Hugues s'oppose très énergiquement et réclame autant qu'il peut (en dédommagements). L'autre point de contention majeure entre eux vient de ce que Raoul a obtenu le droit de porter mitre et anneau, attributs généralement réservés à l'évêque et ses supérieurs. Hugues décide de l'en empêcher.
Abbaye Saint-Julien
En 1196 Elvise abbesse de Saint-Julien, et ses religieuses, se plaignent de Hugues auprès de Célestin III à divers titres. L'un de ces griefs est le refus de Hugues de donner la cure de Colanges-les-Vineuses à Guillaume de Saint-Brix qu'elles lui ont recommandé ; d'autres griefs concernent leurs affaires temporelles. L'évêque de Sens et l'évêque de Nevers sont chargés d'examiner ces plaintes. Ils condamnent Hugues à plusieurs amendes. Il doit payer aux religieuses 7 deniers par an pour un droit de censive car le nouveau palais épiscopal s'était agrandi sur du terrain appartenant aux religieuses ; les religieuses sont autorisées à ramasser une certaine quantité de bois mort dans les bois de Gy-L'Évêque ; et d'autres arrêtés en défaveur de Hugues, qui met plus de six mois à accepter la sentence. Il s'y soumet à Brienon en mai 1198 en présence de Michel de Corbeil évêque de Sens, Gauthier chantre d'Auxerre, Étienne doyen de Senlis et d'autres dignitaires ecclésiastiques.
Comte d'Auxerre Pierre de Courtenay
Hugues se heurte au comte Pierre qui, du goût de Hugues, ne fait pas assez respecter les biens et gens d'église. En conséquence, Hugues interdit l'accès des églises de la ville en présence du comte : une des grosses cloches de la cathédrale est dédiée à sonner à l'approche du comte, signal pour tous de quitter les églises que l'on ne peut réintégrer que lorsque le comte est ressorti de la ville. Cette situation vaudevillesque va durer 15 ans, avec quelques périodes de rémission selon les réchauffements des relations évêque - comte. Le comte réplique à l'interdit de Hugues en faisant déclarer à grands coups de trompe que la ville est interdite à tout le clergé d'Auxerre. Qui plus est, l'interdit de Hugues s'applique aussi à l'enterrement des morts ; un jour, un enfant mort est présenté au comte, faute de savoir comment disposer du corps. Celui-ci le fait porter dans la chambre de l'évêque et ordonne de creuser une fosse au pied du lit pour enterrer l'enfant. Hugues lui ordonna bien sûr une pénitence pour ceci aussi.
Soutien de Philippe Auguste
Hugues de Noyers soutient le roi Philippe Auguste même après que ce dernier ne tombe en défaveur jusqu'auprès du pape, ce qui lui crée également quelques problèmes. Philippe Auguste a répudié sa femme Ingelberge, et le concile de Dijon en 1197 décide en conséquence de l'excommunier et de mettre le royaume en interdit. Mais Hugues refuse cette sentence et de faire appliquer l'interdit. Cela lui fait perdre l'épiscopat de Sens en 1199 à la mort de Michel de Corbeil archevêque de Sens, car malgré le fait que les chanoines de Sens l'aient choisi, Innocent III s'y oppose et fait installer Pierre de Corbeil. Pour autant, Innocent ne l'écarta pas des responsabilités : en 1203 il commet Hugues aux côtés de l'abbé de Perseigne pour donner un archevêque à Reims lorsqu'une seconde élection s'avère nécessaire pour la succession de Guillaume aux Blanches Mains 52e archevêque de Reims.

## Autres
En 1191 il est nommé par le pape avec l'évêque de Meaux Simon de Lizy et l'abbé de Saint-Germain pour examiner les privilèges accordés à l'abbaye Saint-Vincent de Senlis, droits que Geoffroy évêque de Senlis veut abroger.
Vers 1193, sur la demande des chanoines de Langres privés d'évêque à la suite du décès de Manassès de Bar-sur-Seine, Hugues administre leur diocèse pendant environ un an. Lebeuf dit qu'il y fait nommer Hilduin pour évêque mais que ce dernier est d'abord rejeté (le siège de Langres est attribué à Garnier de Rochefort, ancien abbé d'Auberive et de Clairvaux) pour finalement être accepté en 1200 à la mort de Garnier de Rochefort.
La reine Adèle le cite dans des lettres non datées, comme médiateur avec Jean évêque de Nevers sur le sujet des lettres de procuration que Maurice de Sulli évêque de Paris exige des chanoines de Saint-Spire de Corbeil. Le seul Jean évêque de Nevers dans cette période est le 51e évêque, de 1188 au 15 juin 1196 ; ces lettres sont donc antérieures à la mi-1196.
En 1196 il ratifie un accord entre Barthelemi, chapelain de Bazerne, et le monastère Saint-Marien au sujet des parts de dîmes prélevées par ce monastère sur Bazerne.
En 1202 il est médiateur pour une cession par Adam abbé de Saint-Laurent,.
En 1206 il fait une donation à l'abbaye de Regny.

## Affaires de famille
Hugues se charge de la tutelle de Miles VI, fils de son frère Clarembaud. Durant toute la minorité de son neveu, il rebâtit le château de Noyers-sur-Serein, dont une superbe chapelle. Si le village de Noyers se trouve dans l'anse de l'Yonne au niveau de la rivière, et non sur la hauteur où se trouve le château, c'est parce que Hugues voulait que seuls le château et la chapelle seigneuriale soient élevés et qu'il a fait construire des maisons pour déménager le village. Pour réaliser tout cela il n'emploie pas seulement ses fonds propres mais aussi, pour une bonne part, ceux de l'évêché. Et pour prouver qu'il ne dissipe pas le patrimoine de son neveu, il lui achète une terre de haut prix à Vallan. Le fait est que les défenses qu'il a fait rajouter à ce château, s'ajoutant à la défense naturelle de la forte pente au sommet de laquelle il se trouve, empêcheront bien des envieux de mettre la main dessus - depuis les seigneurs du voisinage jusqu'aux ducs de Bourgogne.

## Décès
Hugues fait un second voyage à Rome, motivé au moins en partie par son désir d'empêcher Raoul abbé de Saint-Germain de porter mitre et anneau. Il y meurt de maladie soudaine, dix jours après son arrivée à Rome. Il est enterré en présence du pape et des cardinaux le 6 décembre 1206 à Saint-Jean-de-Latran dans l'église de Constantin, son mausolée de marbre entouré de ceux des papes.
Au XIIIe siècle son anniversaire (celui de sa mort) était fêté le 7 décembre dans la cathédrale ; cent sols y étaient distribués. L'abbaye de Saint-Laurent le fêtait le 6 décembre, avec 5 sols assignés aux moines et pris sur l'église Saint-Hilaire de Gondilly ; cette abbaye recevait en sus les annuels de chaque prébende vacante dans l'église collégiale de Varzy afin de fêter aussi l'anniversaire de son père Milon de Noyers le 5 mai.